# شتيفان كلينغ
شتيفان كلينغ (بالألمانية: Stephan Kling) هو لاعب كرة قدم ألماني، ولد في 22 مارس 1981 في داخاو في ألمانيا. شارك مع منتخب ألمانيا لكرة القدم تحت 18 سنة ومنتخب ألمانيا تحت 20 سنة لكرة القدم ومنتخب ألمانيا تحت 21 سنة لكرة القدم. أما مع النوادي، فقد لعب مع بايرن ميونخ الثاني وبايرن ميونخ ونادي رايندورف آلتاخ ونادي ساربروكن ونادي هامبورغ.

## وصلات خارجية
- ستيفان كلينغ على موقع قاعدة بيانات كرة القدم.إي يو (الإنجليزية)
- ستيفان كلينغ على موقع بيانات كرة القدم. دي إي (الألمانية)
- ستيفان كلينغ على موقع عالم كرة القدم.نت (الإنجليزية)